# Inhambane

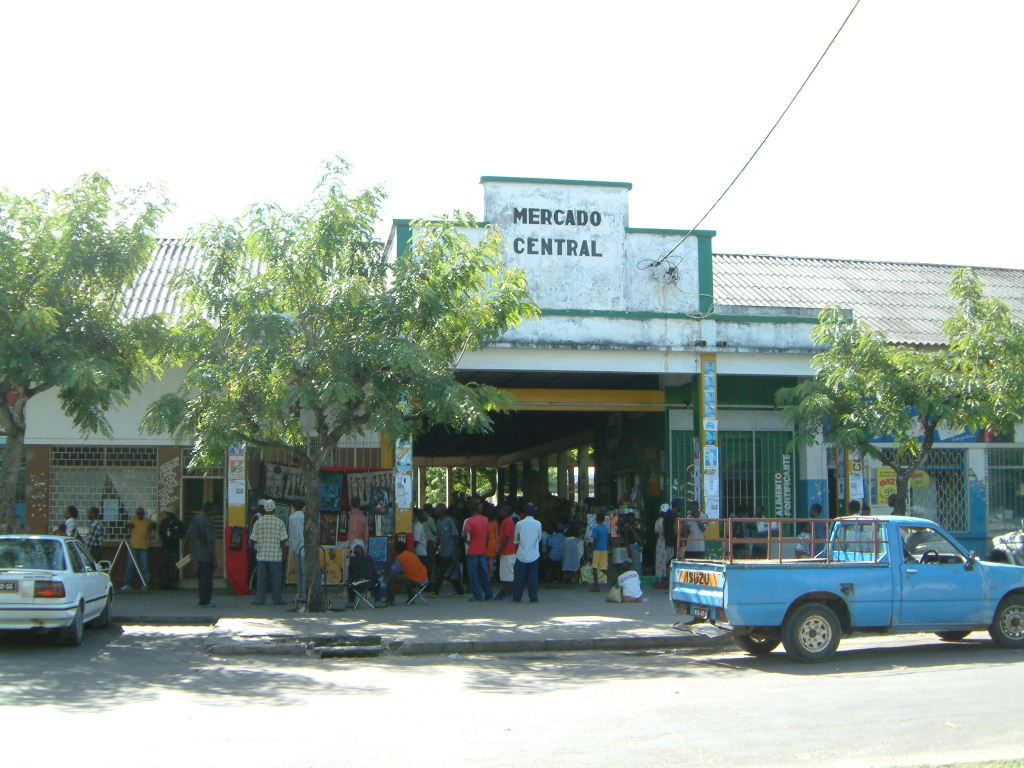
Mercat central d'Inhambane

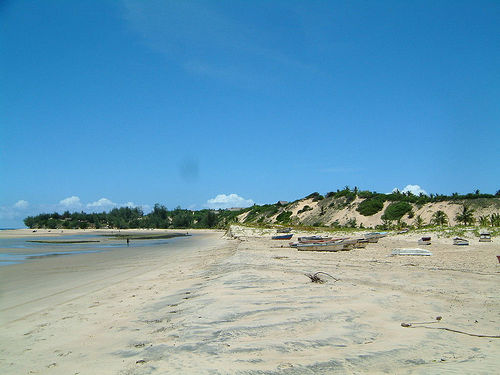
Platja de Barra

Inhambane  és una ciutat de Moçambic capital de la província d'Inhambane, situada a la badia d'Inhambane, al costat de la boca del petit riu Matamba. L'establiment deu la seva existència a una fonda entrada de l'aigua protegida per dos promontoris arenosos que resguarden el port. La seva població el 2007 era de 63.837 habitants (el 1997 de 54.157 habitants).

## Economia
Té estació de ferrocarril. La facultat d'hostaleria i turisme de la Universitat Eduardo Mondlane, està ubicada a Inhambane. La ciutat conserva el seu aspecte colonial i és un dels llocs preferits dels turistes. Un mercat central es troba al centre a l'avinguda principal. A l'altre costat de la badia es troba la ciutat de Maxixe, que ha superat en població a Inhambane. Les platges de Tofo, Cocos i Barra, són properes a la ciutat.. Llocs destacats de la rodalia són el Ponto do Barra, l'illa de Benquerra, i la badia de Guinjata. La pesca submarina es pot practicar a l'escull de Manta i a Gallaria, on la fauna marina inclou gran mantes, balenes, taurons i tortugues entre d'altres.

## Demografia
| 1900 | 1909 | 1921 | 1930  | 1940 | 1950  | 1986  | 1991  | 1997  | 2007  |
| ---- | ---- | ---- | ----- | ---- | ----- | ----- | ----- | ----- | ----- |
| 1200 | 3000 | 3300 | 10600 | 5100 | 21000 | 26701 | 47800 | 54157 | 63837 |

## Història
Inhambane ja era un establiment comercial musulmà al segle xi, on àrabs i perses ancoraven i negociaven sobre perles i ambre i arribaven encara més al sud fins Chibuene; la tribu tonga de la zona produïa cotó, força apreciat. Al segle xiv la regió fou envaïda pels karanga que van establir diversos principats dominant als tonga, i apoderant-se dels beneficis del comerç amb els musulmans.
Vasco da Gama va arribar a la zona el 1498 i va repostar a Inhambane, que va inspeccionar; va batejar la comarca com Terra da Boa Gente, per haver estat rebut amistosament. El 1505 Francisco de Almeida va enviar un vaixell que va naufragar al sud de l'actual Inhambane, però els portuguesos van aconseguir l'ajut d'algun dels caps dels karanga. Els fills dels caps van poder visitar Ilha de Moçambique, i els portuguesos van crear un establiment comercial permanent a la badia d'Inhambane el 1534. El 1546 es va construir el fortí. El 1560 s'hi va establir la primera missió dels jesuïtes a l'Àfrica oriental. La regió a l'entorn va quedar sota control portuguès el 1728, i el domini portuguès va quedar consolidat definitivament el 1731.
L'establiment va prosperar amb el comerç de vorí i esclaus fins al segle xviii. S'hi van establir molts indis que tenien gran part del control del comerç. El 1763 Inhambane va rebre la condició de vila i seu de conselho. El 1775 s'hi va produir una gran revolta de la població musulmana. Vegeu "Revolta musulmana d'Inhambane".
El 1796 fou atacada per pirates francesos que venien de l'illa de la Reunió. El 1834 fou destruït pels ngoni del cap Soshangane, però en els anys següents va recuperar el dinamisme i va créixer ràpidament; a la segona meitat del segle es va construir la catedral (Nostra Senyora de la Concepció) i una mesquita. L'establiment de Lourenço Marques com a capital el 1898, la va fer decaure al llarg del segle xx. Va ser capital del districte d'Inhambane fins al 1975 i després de la província del mateix nom.

## Agermanaments
- Aveiro